# Cisterna di Latina (stacja kolejowa)
Cisterna di Latina (wł. Stazione di Cisterna di Latina) – stacja kolejowa w Cisterna di Latina, w prowincji Latina, w regionie Lacjum, we Włoszech. Stacja znajduje się na linii Rzym – Formia – Neapol.
Według klasyfikacji RFI ma kategorią srebrną.

## Historia
Stacja została otwarta 17 lipca 1922 w momencie wejścia do eksploatacji odcinka Campoleone-Formia linii Rzym-Neapol, co sprawiło, że uzyskało połączenie ze stolicą.
Stacja doznała ciężkiego uszkodzenia wiosną 1944 roku z powodu walk między Niemcami i aliantami.
W 1947 roku zmieniła nazwę z "Cisterna di Littoria" na "Cisterna di Latina".

## Linie kolejowe
- Rzym – Formia – Neapol